# 大治町立大治中学校
大治町立大治中学校（おおはるちょうりつ おおはるちゅうがっこう）とは､愛知県海部郡大治町にある公立の中学校である。

## 概要
- 大治町全域が校区であり、大治町立大治小学校校区、大治町立大治南小学校及び大治町立大治西小学校校区の生徒が通学する[1]。

## 沿革
- 1947年（昭和22年）4月 - 大治村立大治中学校として開校する。校舎は大治村立大治小学校の校舎の一部を使用する。
- 1948年（昭和23年）11月10日 - 大治小学校の敷地内に校舎（木造2階建）が完成し、移転する。
- 1961年（昭和36年）12月8日 - 新校舎（鉄筋コンクリート造2階建）が完成する。
- 1970年（昭和45年）
  - 2月19日 - 現在地に校舎が完成し、移転する。
  - 12月31日 - 校舎を増築する。
- 1971年（昭和46年）12月27日 - 体育館が完成する。
- 1972年（昭和47年）7月10日 - プールが完成する。
- 1974年（昭和49年）11月30日 - 校舎を増築する。
- 1975年（昭和50年）4月1日 - 大治村が町制施行し、大治町になる。同時に大治町立大治中学校に改称する。
- 1977年（昭和52年）12月23日 - 校舎を増築する。

## 交通アクセス
- 名鉄バス名古屋・津島線「東条」バス停より徒歩約10分。

栄（オアシス21）より【40系統】「大坪」行。【42系統】「津島駅」行。
名鉄バスセンターより【41系統】「大坪」行。【43系統】「津島駅」行。
- 名古屋市営バス名駅24号系統・中村14号系統「東条」バス停より徒歩約10分。

名古屋駅より【名駅24系統】「大治西条」行。
中村公園駅より【中村14系統】「大治西条」行。
- 大治町福祉巡回バス　Aコース「北間島柿木ちびっこ広場」バス停より徒歩5分。

## 周辺施設
- 大治町立大治小学校
- 大治町役場
- 大治浄水場
- 大治町スポーツセンター

## 著名な出身者
- 佐藤啓介（プロ野球選手）[2]